# Kenta Miyawaki
Kenta Miyawaki (japanisch 宮脇 健太 Miyawaki Kenta; * 4. Januar 2001 in Hokkaido) ist ein japanischer Fußballspieler. Seine Position ist Stürmer. 

## Karriere
Miyawaki erlernte das Fußballspielen in der Jugendmannschaft von Vegalta Sendai. Seinen ersten Vertrag unterschrieb er 2018 bei Vegalta Sendai. Der Verein spielte in der höchsten Liga des Landes, der J1 League. Seit dem 1. April 2019 ist er beim Fußballverein der japanischen Takushoku-Universität unter Vertrag.